# Tomris Bakır
Tomris Bakır (5 de novembre de 1941 - 25 de febrer 2020) va ser una arqueòloga clàssica turca, que es va especialitzar en ceràmica i que va dirigir les excavacions arqueològiques de Daskyleion.

## Biografia
Tomris Akbaşoğlu va néixer el 5 de novembre de 1941. Va estudiar a Universitat d'Ankara, on va obtenir el títol de llicenciatura. Es va doctorar a l'Institut Arqueològic de la Universitat de Heidelberg, sota la direcció de Roland Hampe. Es va casar amb el també arqueòleg Güven Bakır (de), de qui va rebre el llinatge de casada.
Des de 1977, després de tornar a Turquia, Bakır va exercir com a professora ajudant a l'Ataturk Universitat a Erzurum. El 1988 va ser nomenada professora a l'Ege Universitat d'Izmir, on va treballar fins a la seva jubilació el 2010. Entre 1988 i 2010 va dirigir les Excavacions a Daskyleion. Bakır va centrar-hi la seva intervenció arqueològica en la residència del sàtrapa persa. Sota la seva excavació, va interpretar com a temple zoroàstric un edifici, encara que d'altres troballes importants també foren estudiades sota la seva direcció: dos segells i una bulla, àmfores d'importació i moltíssims fragments ceràmics. Va ser una peça clau de la fundació del Museu Arqueològic de Bandırma el 2003. A més a més, va ser una investigadora internacionalment reconeguda i era membre d'organitzacions de primer ordre, com l'Institut Arqueològic Alemany (DAI).
Va morir el 25 de febrer de 2020 i el seu cos va ser enterrat al cementiri de Yakaköy el 26 de febrer, després d'un ofici funerari a la mesquida de Güven.

## Recepció
Bakır va treballar en els cràters en forma de columna d'origen corinti en la seva tesi, Der Kolonnettenkrater dins Korinth und Attika, que va ser considerada com una «anàlisi metòdica i laboriosa» de la ceràmica. A la seva mort, el Ministeri turc de Cultura i Turisme la va considerar una "mestra destacada, que va introduir la ciutat antiga de Daskyleion al món [i] va obrir horitzons nous en l'arqueologia turca".

## Publicacions seleccionades
- Der Kolonnettenkrater dins Korinth und Attika zwischen 625 und 550 v. Chr (Triltsch, Würzburg 1974).[13]
- Korinth seramiğinde aslan figürünün gelişimi (Ege Üniversitesi Sosyal Bilimler Fakültesi, Izmir 1982).[14]
- 'Archäologische Beobachtungen über dau Residenz dins Daskyleion', Pallas. Revue d'études antiques (1995).[15]
- Herausgeberin mit Heleen Sancisi-Weerdenburg: Achaemenid Anatòlia. roceedings of the First International Symposium on Anatolia in the Achaemenid Period, Bandirma, 15–18 August 1997 (Nederlands Instituut voor het Nabije Oosten, Leiden 2001)-[16]
- Daskyleion (Balıkesir Valiliği, Balıkesir 2011).[17]